# (44475) Hikarumasai
(44475) Hikarumasai est un astéroïde de la ceinture principale.

## Description
(44475) Hikarumasai est un astéroïde de la ceinture principale. Il fut découvert le 16 novembre 1998 à l'observatoire Goodricke-Pigott par Roy A. Tucker. Il présente une orbite caractérisée par un demi-grand axe de 2,63 UA, une excentricité de 0,30 et une inclinaison de 5,9° par rapport à l'écliptique.